# Veje er som floder, Teaterkaravanen
|  | Denne artikel er oprettet af botten PalnaBot ud fra en ekstern database. Den kan derfor have sproglige fejl eller mangler. Denne skabelon kan fjernes efter kontrol af indholdet. |

Veje er som floder, Teaterkaravanen er en film instrueret af Carsten Andersen, Søren Maarbjerg.

## Handling
En samling af gøglere, teaterfolk og musikere, som sammen drog gennem Polen og Sovjetunionen til Moskva. Undervejs optrådte de i forskellige byer og havde hver på deres måde kontakt med lokalbefolkningen. Teaterkaravanen var en del af Next Stop Sovjet-kampagnen i 1989.